# Navire
Pour les articles homonymes, voir Navire (homonymie).
Un navire est un bateau destiné à la navigation maritime, c'est-à-dire prévu pour naviguer au-delà de la limite où cessent de s'appliquer les règlements techniques de sécurité de navigation intérieure et où commencent à s'appliquer les règlements de navigation maritime.
Du point de vue du règlement international pour prévenir les abordages en mer : « Le terme « navire » désigne tout engin ou tout appareil de quelque nature que ce soit, y compris les engins sans tirants d'eau, les navions et les hydravions, utilisés ou susceptibles d'être utilisés comme moyen de transport sur l'eau. » (règle 3-a).

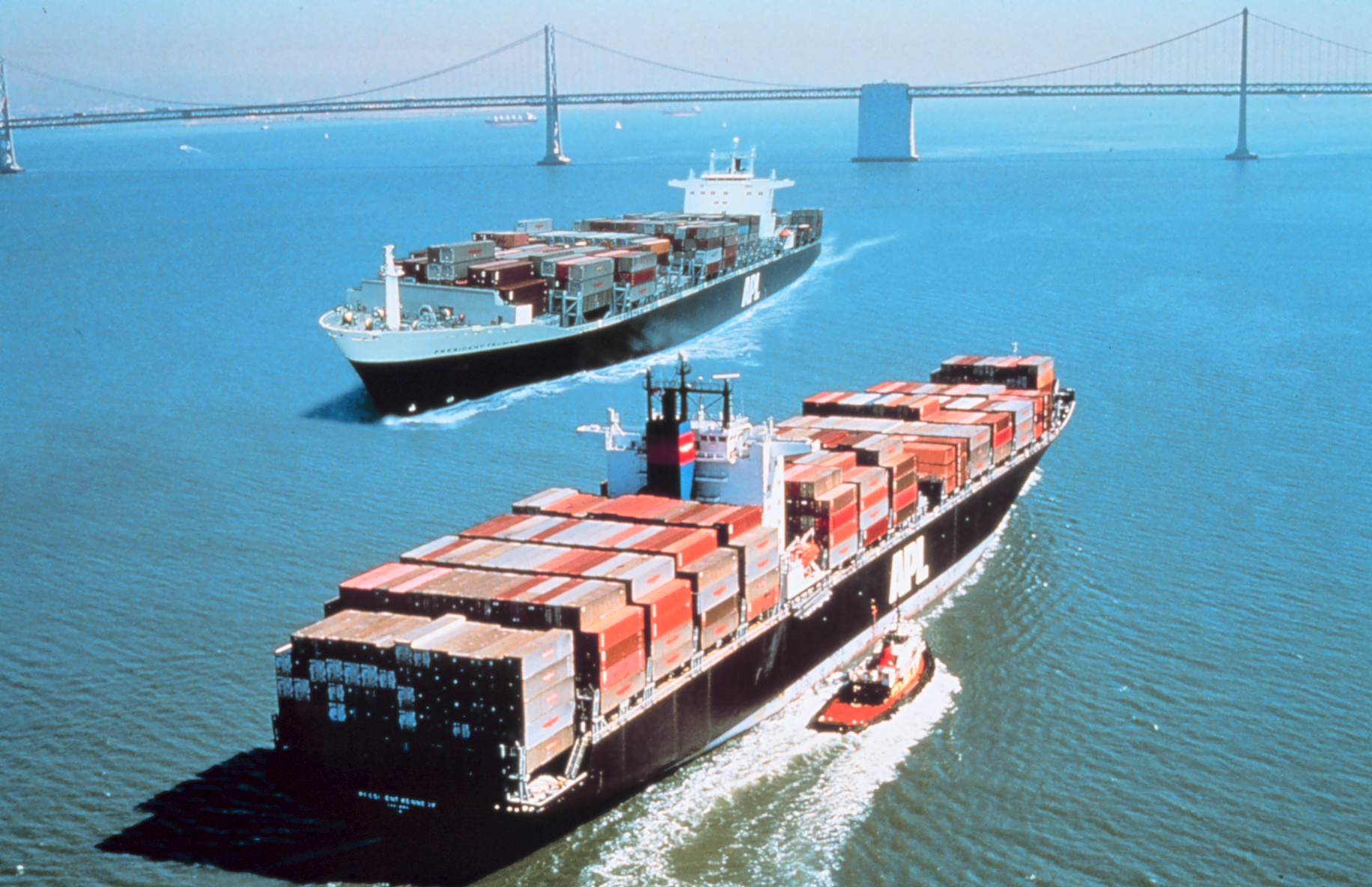
Deux porte-conteneurs à San Francisco.

## Types en fonction de l'usage

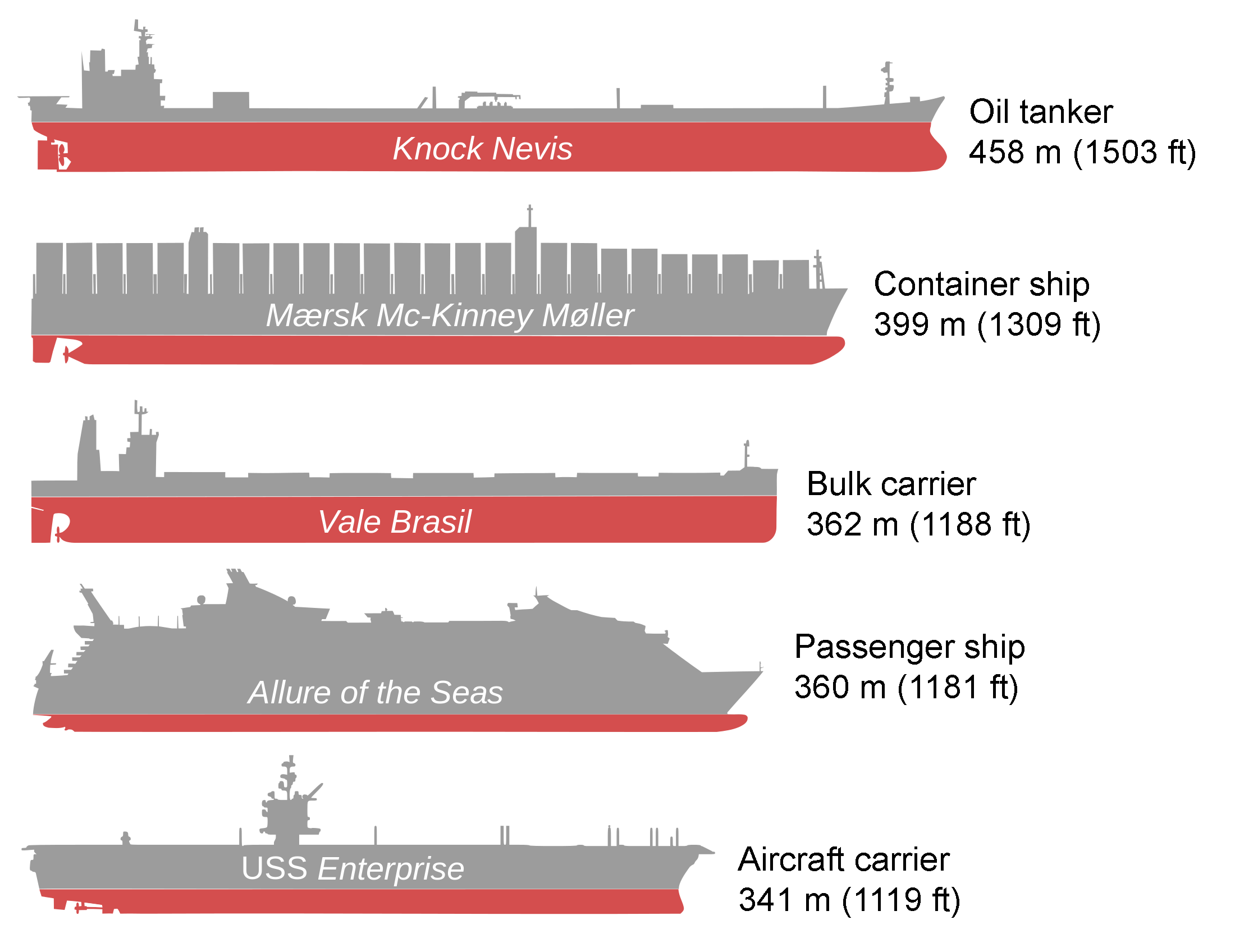
Comparaison de navires les plus longs de leur catégorie (pétrolier, porte-conteneurs, vraquier, paquebot, porte-avions).

Il existe toutes sortes de navires, que l'on peut classer selon leurs usages, leur taille, leur mode de propulsion principal.

### Navires de charge
Pétroliers transportant les hydrocarbures liquides, gaziers transportant le gaz de pétrole liquéfié à basse température, minéraliers transportant les minerais, céréaliers, chimiquiers les produits chimiques et porte-conteneurs qui transportent de tout dans leurs conteneurs standardisés que l'on retrouve sur les camions semi-remorques ou sur des trains.

### Navires rouliers
Les navires à passagers et les navires mixtes : ils sont plus connus sous le nom de ferry (ou traversier), transportent les passagers piétons ou en voiture et des camions. Les plus rapides sont des NGV ou Navires à grande vitesse. De plus petits navires à passagers existent aussi pour promener les touristes ou faire traverser une rade aux piétons et cyclistes. On trouve aussi dans cette catégorie les navires de croisière, héritiers des prestigieux paquebots.

### Caboteurs
Ce sont des navires de charge de taille moyenne qui assurent des voyages le long des côtes. Ils sont parfois spécialisés mais en général polyvalents sur le plan du chargement. Ils disposent souvent de moyens de manutention de leur marchandise afin d'être autonomes et d'accéder à des petits ports de commerce qui ne sont pas équipés pour tous les types de fret. En général, les petits navires affectés au ravitaillement des îles font partie de cette famille.

### Navires de pêche
Ils sont souvent dénommés d'après la technique de pêche qu'ils pratiquent principalement. De nombreux sont trop petits pour mériter le nom de "navire", aussi les appelle-t-on bateau ou barque de pêche, tels que les chalutiers ou thoniers. Certains qui ont un fort tonnage et sont équipés pour transformer le poisson à bord sont appelés navires-usines.

### Navires spéciaux
On trouve de tout parmi eux, depuis la barge de travail portuaire, le navire de forage pétrolier, le navire océanographique et de recherche scientifique, le navire base de travaux sous-marins (plongeurs), le navire câblier (posant les câbles sous-marins des réseaux de télécommunication), le navire dragueur de chenaux, le navire de transport de combustible nucléaire et/ou de déchets nucléaires (ex : Serebryanka en Russie), etc. 

### Navires d'assistance
Ce sont les remorqueurs de haute mer, les navires de ravitaillement en mer, les brise-glaces, etc. 

### Navires militaires ou bâtiments de guerre
Ce terme recouvre une grande variété d'utilisations car ces navires sont spécialisés : navires porte-avions, porte-aéronefs porte-hélicoptères, anti-sous-marins, anti-aériens, sous-marins d'attaque, sous-marins stratégiques, navires de soutien logistique (hôpitaux, ateliers de réparation, ravitailleurs), navires patrouilleurs, navires de transport de troupes et de débarquement.

### Navires de plaisance
À voile et à moteur, ils ont un but de loisir. 

### Navires-écoles
Généralement des gréements traditionnels, mais aussi des navires militaires, utilisés pour un apprentissage de la mer.

### Navires de contrebande
Ce sont notamment les go fast.

### Navires immobilisés
Les navires utilisés comme ponton, prison ou comme casino flottant (par exemple au large de Los Angeles) ou musée.

Differents types de navires
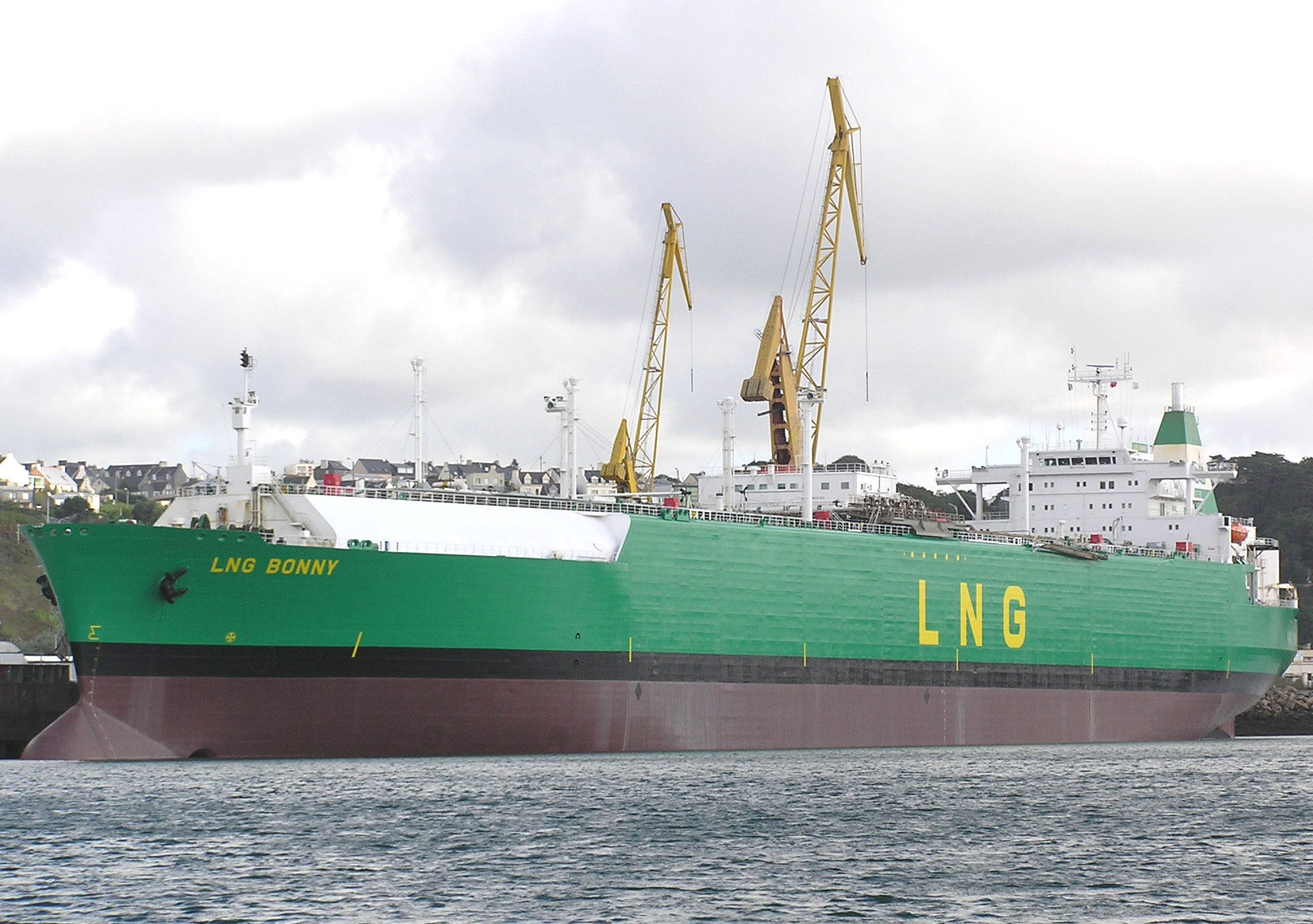
Le gazier LNG Bonny
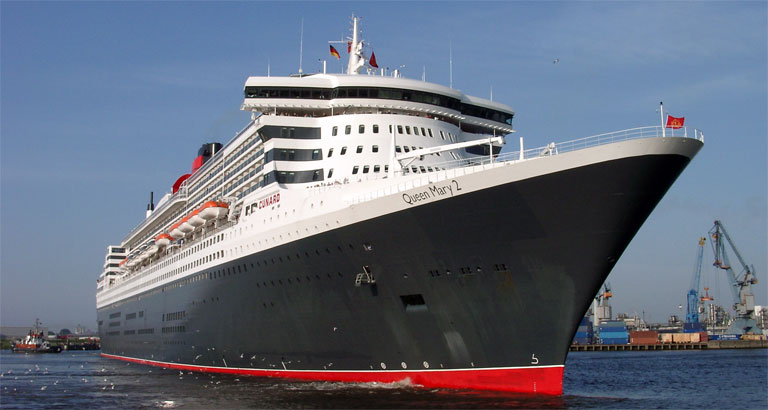
Le paquebot Queen Mary 2
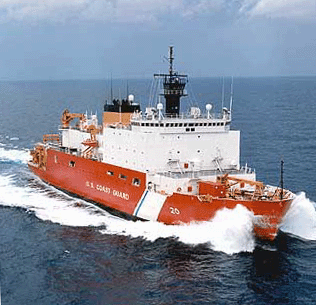
Le brise-glaces USCGC Healy
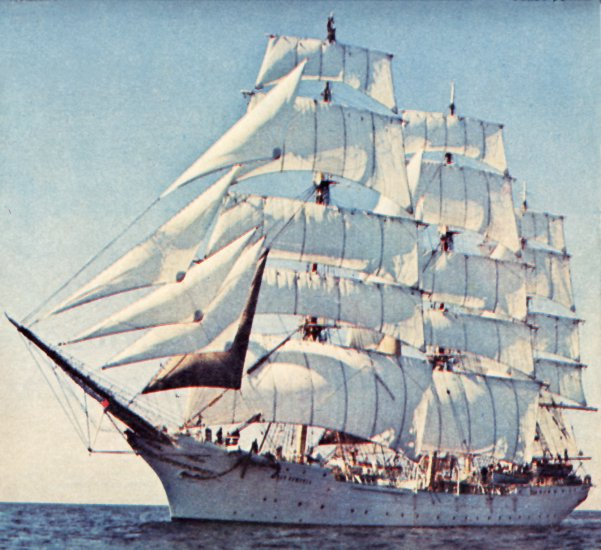
Le trois-mâts Dar Pomorza
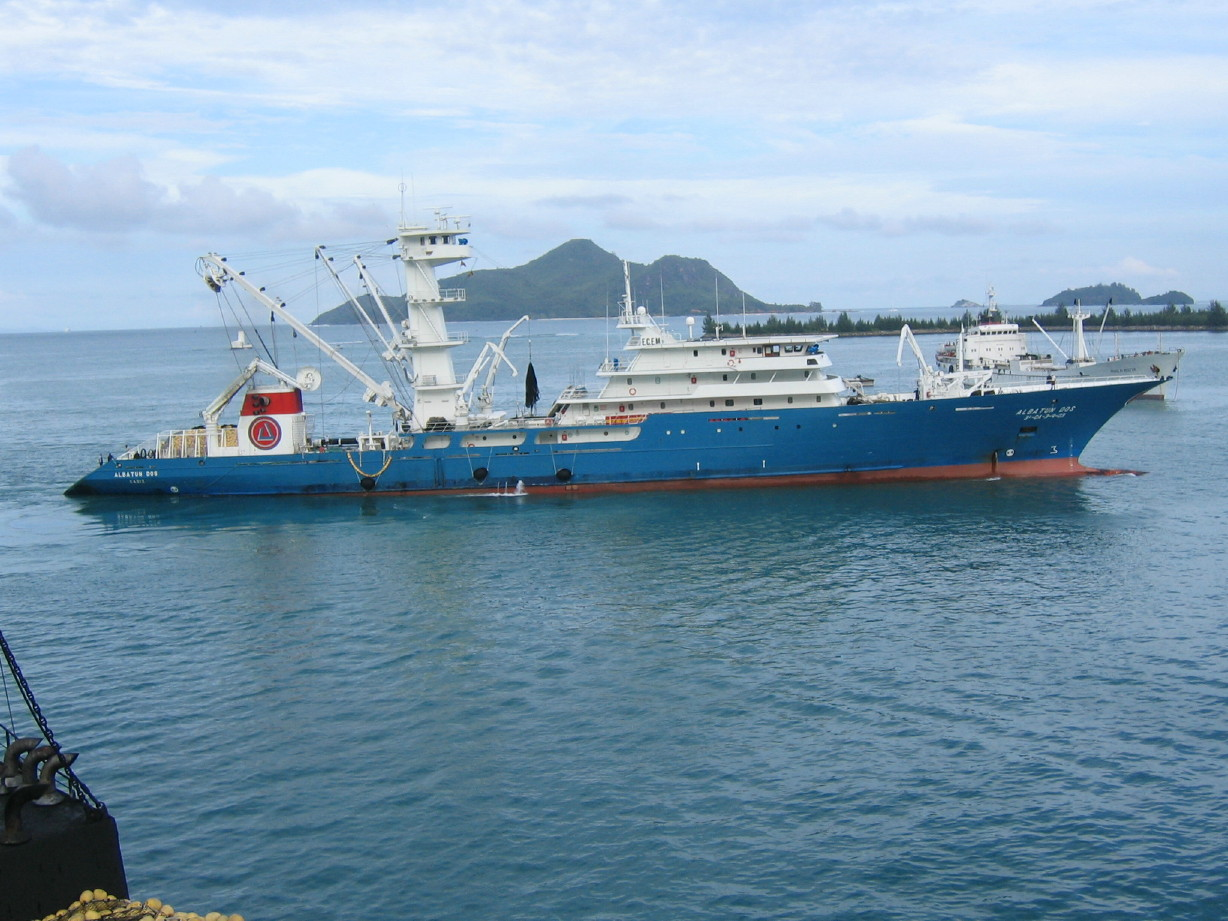
Le thonier Albatun Dos
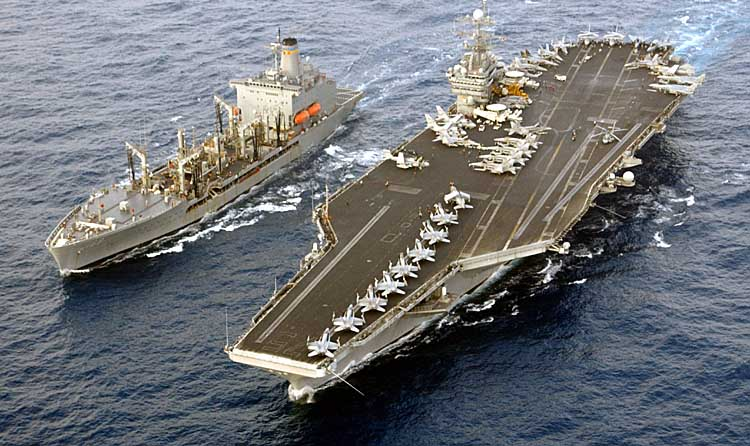
Le porte-avions USS Harry S. Truman
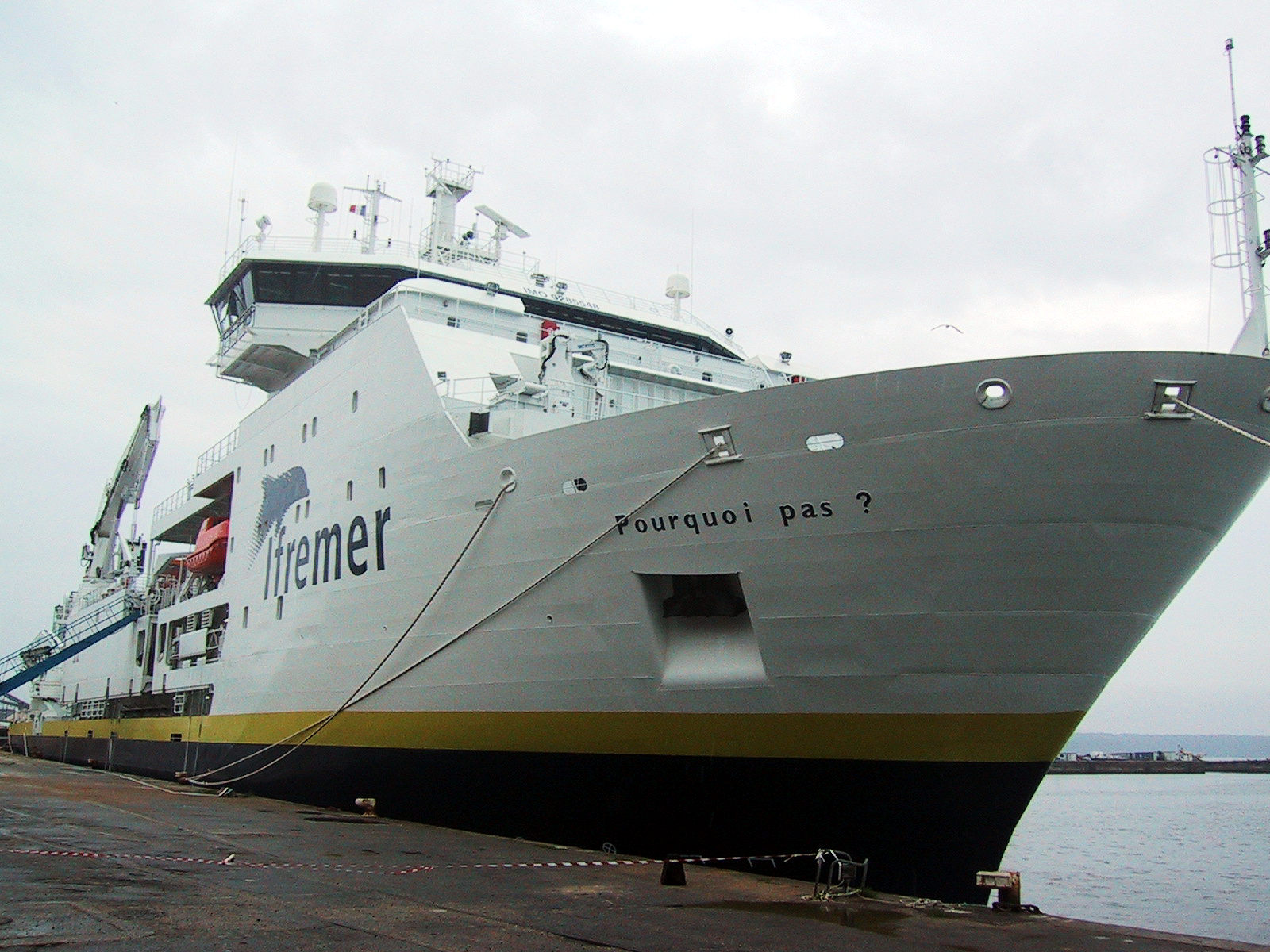
Le navire océanographique Pourquoi pas ?
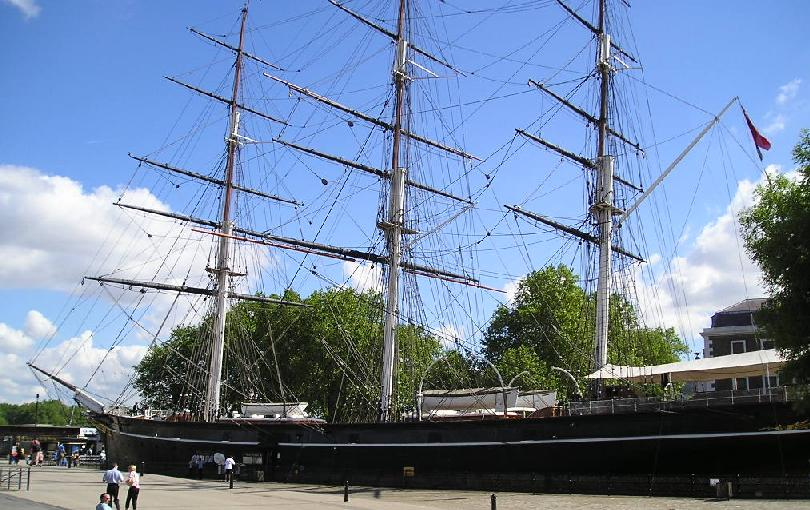
Le navire musée Cutty Sark
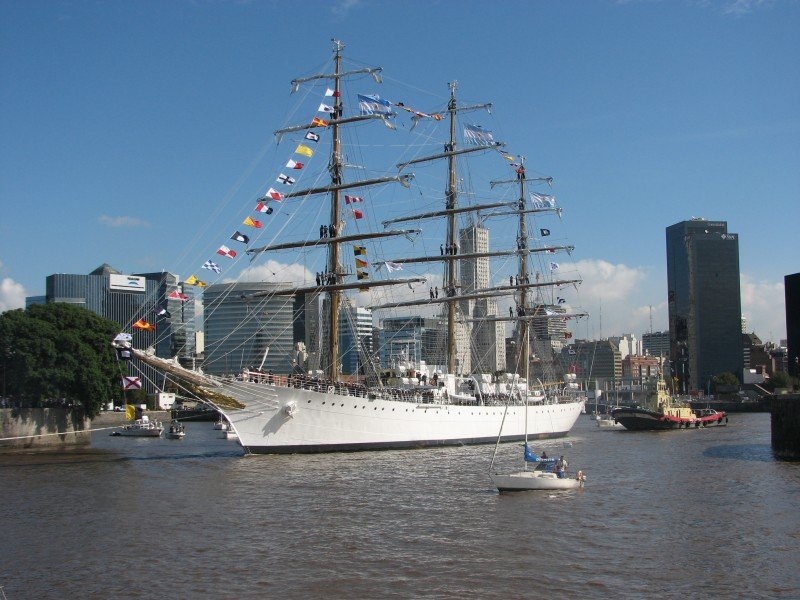
Le navire-école argentin "ARA Libertad"

## Impact environnemental
La combustion du carburant des grands navires, cargos et paquebots (souvent du fioul lourd), est à l'origine d'impacts environnementaux importants, à cause des émissions de gaz à effet de serre (CO2), d'oxydes d'azote et de soufre, et de la production de particules ultrafines.
Des systèmes de transmission d'informations, tel que le Système d'identification automatique, permettent d'avoir une meilleure compréhension des mouvements des navires et ainsi être en mesure d'approximer les émissions des navires, aussi bien en mer que dans les ports. Les émissions dans les ports, en outre, ont une utilité afin de saisir les impacts sur les populations côtières des navires à l'escale.